# Dolle (Bootsbau)

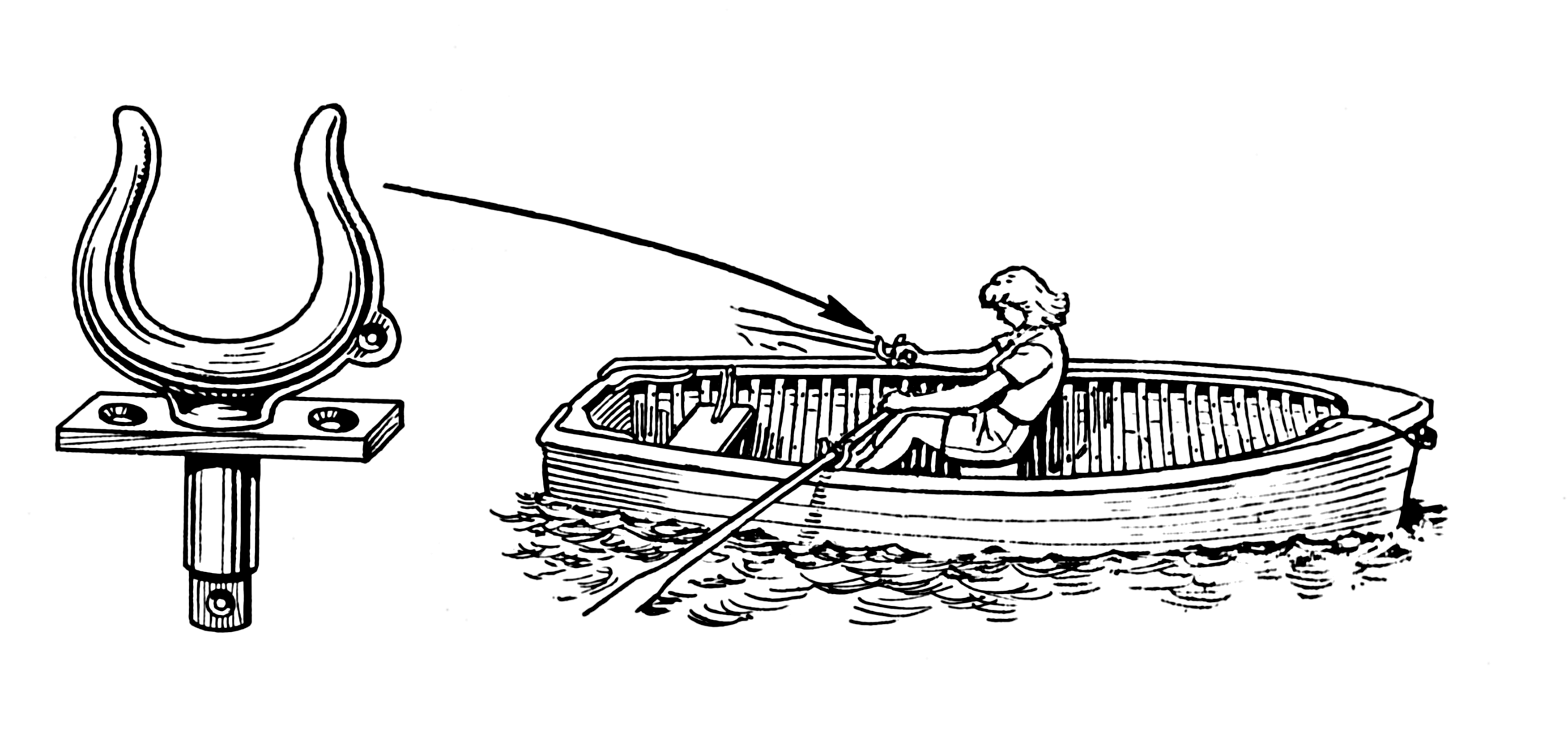
Dolle eines Ruderbootes

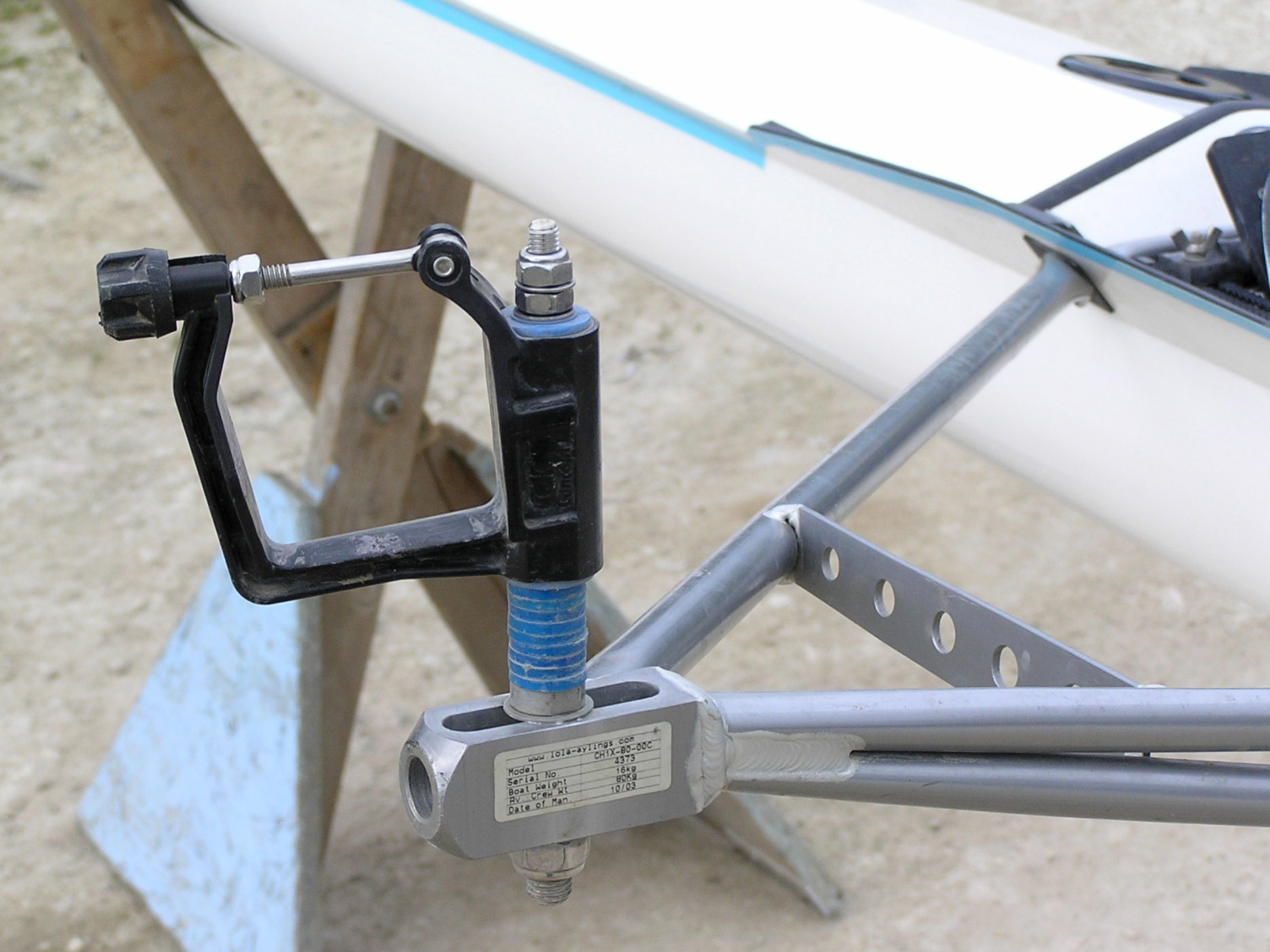
Eine moderne Kunststoff-Dolle mit blauen Distanzscheiben zur Einstellung der Dollenhöhe

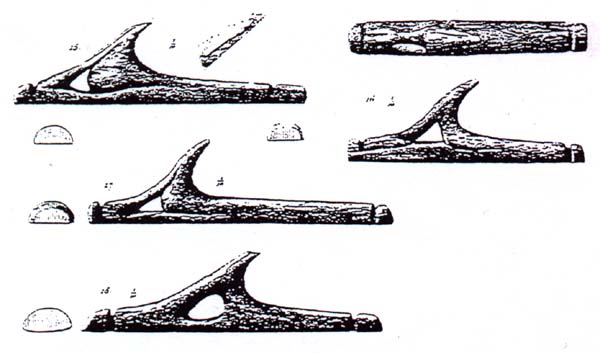
Keipen des Nydam-Schiffes

Die Dolle (auch Ruderlager oder Rudergabel genannt) dient der Befestigung des Ruders (Skull oder Riemen) entweder auf der Bordkante (Dollbord) oder am Ausleger eines Ruderbootes. Bei Ruderbooten (Nachen) gibt es verschiedene Dollentypen: Zwei senkrechte Stifte, zwischen denen die Skulls bewegt werden, oder ein Stift mit einer Lederschlaufe, der Skull und Dolle verbindet, oder ein Metallring mit einem Dollenstift, durch das das Skull gesteckt wird, oder ein U-förmiges Metallstück mit einem Stift, dem Dollenstift, der in ein Loch in der Bordwand gesteckt wird. Die Dollen für Nachen sind in der Regel aus Holz.

## Sportruderboote
Bei Sportruderbooten ist die Dolle U-förmig. Der eine Schenkel ist mit dem Dollenstift auf einem Ausleger drehbar gelagert. Während früher die Dollen aus einer Bronze-Legierung bestanden, werden heute in der Regel Kunststoff-Dollen verwendet. Um die Ruder fest in der Dolle zu halten, werden die Dollen häufig mit einem Sicherungsbügel (mit Schraubverschluss) verschlossen. Sollte ein Ruder beim Rudern aus der Dolle herausrutschen, besteht für das Ruderboot die Gefahr des Kenterns.
Die Dollen moderner Sportruderboote sind außerdem konfigurierbar, um sie an den Ruderer anzupassen. Üblicherweise können dabei verändert werden:
- Als Dollenabstand wird die horizontale Distanz zwischen dem Kiel des Bootes und dem Zentrum des Dollenstiftes bezeichnet. Der einzustellende Wert hängt von der Bootsklasse und dem Leistungsniveau der Ruderer ab und wird am Ausleger eingestellt.
- Die Dollenhöhe bezeichnet die vertikale Einstellmöglichkeit der Dolle auf dem Dollenstift, die u. a. an das Körpergewicht des Ruderers angepasst wird. Die Dollenhöhe wird über Distanzscheiben am Dollenstift oder zusätzlich über den Ausleger eingestellt.
- Als Anlagewinkel wird der Winkel bezeichnet, um den die vertikale Fläche, an die die Skulls oder Riemen beim Ruderschlag anliegen, aus der Senkrechten verkippt ist. Der Winkel beträgt typischerweise rund 4° und kann über Wechselkeile oder Exzentereinsätze verstellt werden. Erst durch einen positiven Anlagewinkel wird eine stabile Wasserlage des Ruderblattes im Durchzug erreicht.

Das Einstellen von Ruderbooten („Trimmen“) erfordert eine gewisse Erfahrung.

## Nydam-Schiff
Beim in einem Moor im dänischen Südjütland gefundenen Nydam-Schiff (ca. 320 n. Chr.), einem Vorläufer des Wikinger-Schiffes, wurden als Widerlager für die Riemen sogenannte Keipen verwendet.

## Trivia
Einige norwegische Gemeinden haben Dollen bzw. Keipen als Figuren in ihrem Wappenbild: Fosnes, Radøy und Tjøme.

## Sprache
Das Wort „Dolle“ stammt etymologisch vom mittelniederdeutschen Wort „dolle“ ab, dessen eigentliche Bedeutung etwa „die Dicke“ ist.